# Halol
Halol és una ciutat i municipalitat del districte de Panchmahal o Panch Mahal, al Gujarat, Índia, a uns 7 km dels turons Pavagarh. La mateixa ciutat és anomenada de vegades com Jani Ghad. Halol i la veïna Kalol (a uns 12 km) formen una SEZ (Special Economic Zone = Zona Econòmica Especial) on hi tenen seus grans companyies industrials. La seva població segons el cens del 2001 és de 41.108 habitants (2.819 habitants el 1901).
Un gran dipòsit d'aigua conegut per Janinagar al nord-est de la ciutat, fou finançat per Bhanuprasad Shivshankar Jani. El millor jardí de Champaner, de la que és un suburbi, es considera que estava a Halol (1484). Hi ha un mausoleu descrit el 1785 que fou construït pel sultà Bahadur Shah Gudjarati (1526-37) en honor del seu germà Sikandar Shah, assassinat per Imad al-Mulk el 30 de maig de 1526 després d'un regnat de tres mesos i 17 dies, i que inclou tres tombes: la de Sikander, la de Nasir Khan i la de Latif Khan, tots tres germans de Bahadur Shah i que van morir tots el 1526.